# 마야판

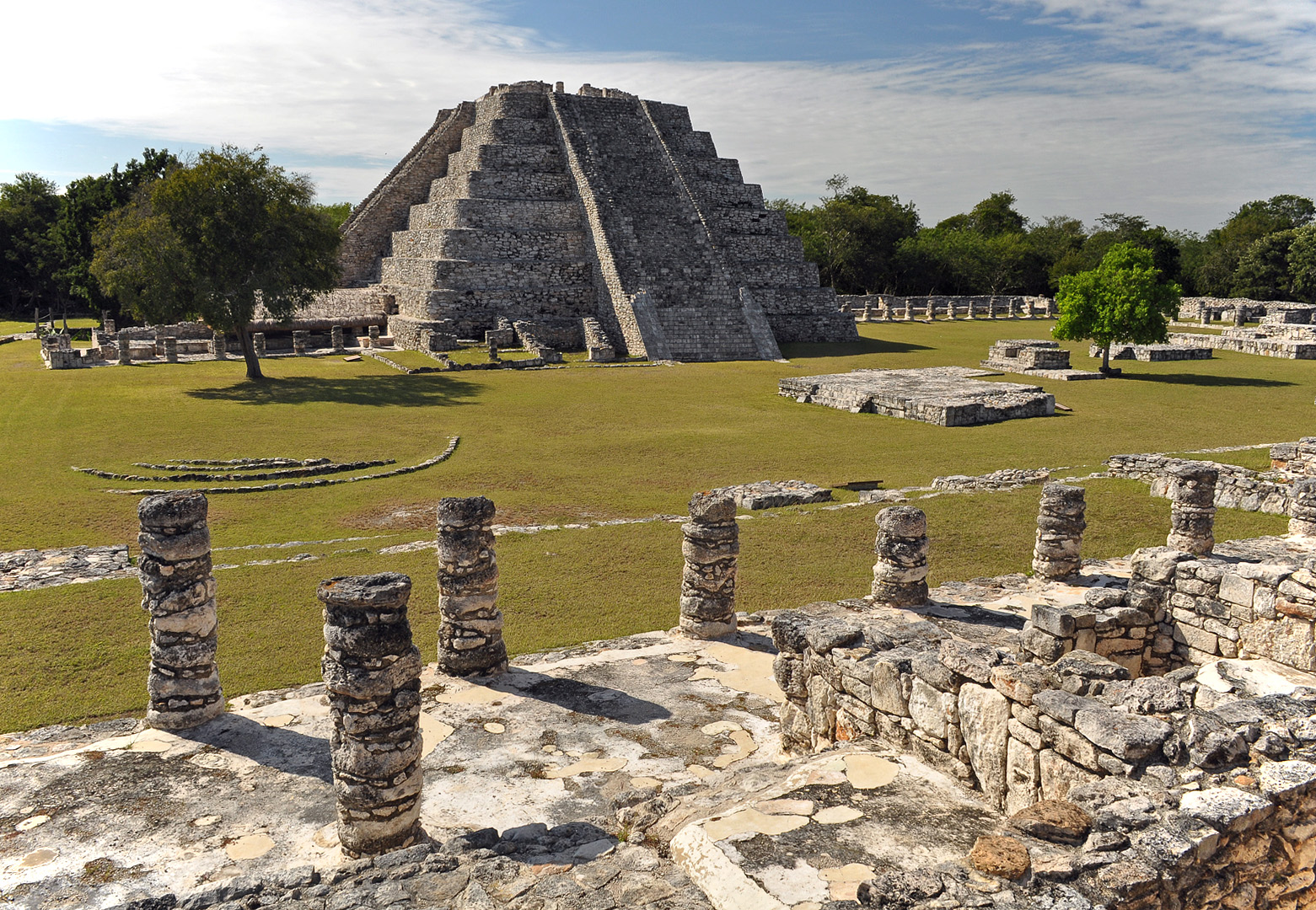

마야판(Mayapan)은 마야 문명의 유적지로 멕시코 유카탄주 테코시 텔차키요에서 남쪽으로 약 20km, 메리다에서 남동쪽으로 약 40km, 치첸이트사에서 서쪽으로 약 100km 떨어진 곳에 위치하였다. 마야판은 1220년대부터 1440년대까지 유카탄반도의 정치적, 문화적 수도였다. 전체 도시 인구는 15,000명에서 17,000명으로 추산되며, 부지 내에는 4,000개 이상의 구조물이 있으며, 외부에는 추가적인 주거지가 있다.

## 역사적 개요
16세기 원주민들로부터 수집된 디에고 데 란다의 "라시온 데 라스 코사스 데 유카탄"과 같은 민족사적 자료들은 치첸이트사가 함락된 후 쿠쿨칸(쿠쿨칸, 톨텍 왕, 문화 영웅, 반신의 마야 이름)에 의해 유적지가 세워졌다고 언급한다. 그는 마야판에 새로운 수도를 세우는 것에 동의한 그 지역의 영주들을 소집했다. 영주들은 유카탄의 마을들을 그들 사이에 나누었고, 코콤 가문의 우두머리를 그들의 지도자로 선택했다.
민족사 자료들은 마야판의 흥망성쇠에 대한 여러 가지 다른 역사들을 재조명하고 있다 (Roys 1962). 이러한 역사들은 종종 혼란스럽고, 연대순으로 믿을 수 없으며, 서로 잘 맞지 않는다. 예를 들어, 어떤 자료들은 마야인들이 치첸이트사의 마야-톨텍 영주들에 대항하여 1221년에 반란을 일으켰다고 말한다. 짧은 내전 후, 다양한 강력한 도시와 가족의 영주들은 유카탄에 중앙 정부를 복원하기 위해 만났다. 그들은 치첸이트사의 통치자들을 물리친 장군 후낙 첼의 고향인 텔차키요 마을 근처에 새로운 수도를 건설하기로 결정했다. 새로운 도시는 방어벽 안에 지어졌고 "마야인들의 표준"이라는 뜻의 마야판이라는 이름이 붙여졌다.
치첸에 대한 반란에 참여했던 부유하고 오래된 혈통인 코콤 가문의 우두머리가 왕으로 선택되었고, 다른 모든 귀족 가문과 지역 영주들은 그들의 가족 구성원들을 마야판으로 보내 정부에서 역할을 하도록 했다. 이들은 아마도 부속 도시들을 따르게 하기 위해 인질 역할을 했을 것이다. 타바스코 출신의 멕시코 용병들도 질서를 유지하고 권력을 유지하기 위해 고용되었다. 또 다른 가족인 시우족은 코콤이 도착하기 전에 마야판 지역에 살았을 수도 있다. 시우족은 욱스말의 혈통의 일부라고 주장한다. 이 협정은 200년 이상 지속되었다. (마야판이 치첸이트사, 욱스말과 동시대에 있었고 그 도시들과 동맹을 맺었다고 주장하는 마야 연대기에 다른 설명이 있지만, 고고학적 증거에 따르면 이 판본은 가능성이 낮다.)
마야판은 북부 유카탄의 상당 부분과 온두라스, 벨리즈, 카리브해의 코즈멜 섬까지 직접적으로 그리고 간접적으로 멕시코까지 확장된 무역 파트너들을 포함하는 동맹국들의 그룹의 주요 도시가 되었다. 마야판은 평의회에 의해 통치되었지만, 잘라크위니크와 아킨 (최고 통치자이자 최고 제사장)이 정치권을 지배했다. 두 주요 관리들 아래에는 다양한 책임을 가진 많은 다른 관리들이 있었다. 계급의 범위는 귀족에서 노예로 내려갔고 중간 계급을 사이에 두고 있었다. 마야판의 사회적 풍토는 귀족 파벌 간의 적대적 관계로 인해 복잡해졌으며, 이는 종종 친족 관계로 정리되었다(Pugh 2009; Milbrath 2003). 1441년, 슈의 강력한 귀족 가문의 아수판은 코콤 통치자들의 정치적 음모에 분개하여 반란을 조직했다. 그 결과 온두라스에서 무역을 하던 한 명을 제외한 모든 코콤 가문이 죽고, 마야판은 약탈당하고, 불태워지고, 버려졌으며, 모든 대도시가 쇠퇴했고, 유카탄은 전쟁 도시국가로 전락했다.
고고학적 증거에 따르면 최소한 의식의 중심은 점령 말기에 불탔다. 발굴 결과 현장 중심부에 있는 몇몇 주요 건물의 지붕 보가 불에 탄 것으로 드러났다.